# Saronikos
Saronikos of Saronikos Attikis (Grieks: Σαρωνικός of Σαρωνικός Αττικής) is sedert 2011 een fusiegemeente (dimos) in de Griekse bestuurlijke regio (periferia) Attica.
De vijf deelgemeenten (dimotiki enotita) van de fusiegemeente zijn:
- Anavyssos (Ανάβυσσος)
- Kalyvia Thorikou (Καλύβια Θορικού)
- Kouvaras (Κουβαράς)
- Palaia Fokaia (Παλαιά Φώκαια)
- Saronida (Σαρωνίδα)